# Stanislav Todorov
Stanislav Todorov (in bulgaro Станислав Тодоров?; 7 settembre 1976) è un arbitro di calcio bulgaro.

## Carriera
Stanislav Todorov è internazionale dal 1º gennaio 2006.
Dopo aver fatto il suo esordio nel febbraio del 2008  in una sfida tra nazionali maggiori, in occasione di un'amichevole tra Polonia ed Estonia, nel maggio 2010 è convocato dall'UEFA per il campionato europeo di calcio under 17 tenutosi in Liechtenstein.  In questa manifestazione dirige due partite della fase a gironi ed una semifinale.
Nel 2011 è convocato per un'altra manifestazione a livello giovanile, il Torneo di Tolone, riservato alle selezioni nazionali under 20. Anche in questa occasione dirige due partite della fase a gironi ed una semifinale.
Nel settembre 2011 fa il suo esordio nella fase a gironi di Europa League Ha inoltre diretto diverse partite tra nazionali maggiori, valide per le qualificazioni a diverse edizioni di mondiali ed europei.
Nel dicembre 2012 è designato per l'ultima giornata della fase a gironi di Champions League: fa dunque il suo esordio in tale competizione dirigendo un match tra i croati della Dinamo Zagabria e gli ucraini della Dinamo Kiev.